# إيف بيلانجر (لاعب هوكي الجليد)
إيف بيلانجر هو لاعب هوكي الجليد كندي، ولد في 30 سبتمبر 1952 في بيه كومو في كندا.

## وصلات خارجية
- إيف بيلانجر على موقع دوري الهوكي الوطني (الإنجليزية)
- إيف بيلانجر على موقع قاعة مشاهير الهوكي (لاعب أن.إتش.أل) (الإنجليزية)
- إيف بيلانجر على موقع EliteProspects.com (الإنجليزية)
- إيف بيلانجر على موقع HockeyDB.com (الإنجليزية)
- إيف بيلانجر على موقع Hockey-Reference.com (الإنجليزية)